# Jan Willem Barendregt
Jan Willem Barendregt (Dreischor, 15 februari 1880 – Amsterdam, 22 december 1964) was een Nederlandse schilder en graficus. Hij signeerde met 'J.W. Barendregt' of 'JWB'.

## Leven en werk
Barendregt was een zoon van schipper Hendrik Barendregt (1832-1902) en Lijntje Aardoom (1835-1904). Hij volgde opleidingen aan de Academie voor Beeldende Kunsten Rotterdam, waar hij de Akte M1 (handtekenen e/d perspectief) behaalde, en de Koninklijke Academie voor Schone Kunsten van Antwerpen (1900-1902). In Amsterdam volgde hij in de periode 1903 tot 1906 de dagopleiding aan de Rijksnormaalschool voor Teekenonderwijzers, onder Willem Molkenboer en de de avondcursus van de Rijksakademie van beeldende kunsten bij Pieter Dupont. Hij haalde zijn Mo-akte tekenen en werd tekenleraar aan de R.H.B.S.
Barendregt schilderde en maakte etsen en houtsneden. Hij was lid van onder andere Arti et Amicitiae en Sint Lucas in Amsterdam, en Kunstlievend Genootschap Pictura en De Ploeg in Groningen. Barendregt was bestuurlijk actief bij de Nederlandsche Vereeniging voor Teekenonderwijs en werd in oktober 1928 benoemd tot 2e secretaris. Hij was enige tijd redacteur van het Maandblad Der Nederlandsche Vereeniging voor Tekenonderwijs.
De kunstenaar was getrouwd met pianolerares Anna Poolman (1879-1910). Hij overleed op 84-jarige leeftijd.